# 蓋斯河
50°54′36.8″N 9°14′43.5″E / 50.910222°N 9.245417°E

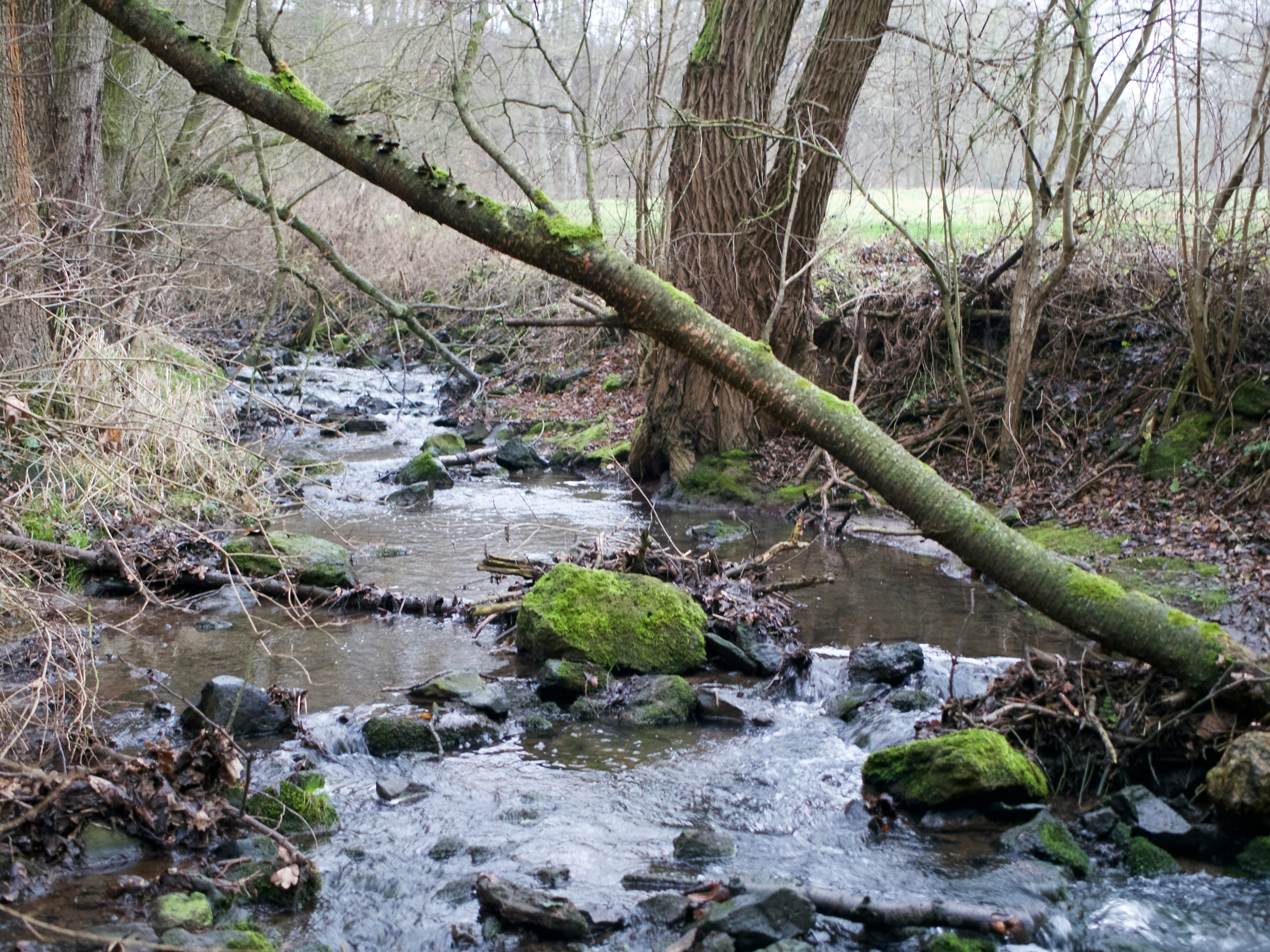

蓋斯河（德語：Gers），是德國的河流，位於該國中部，由黑森州負責管轄，屬於施瓦爾姆河的右支流，河道全長10.2公里，流域面積23.7平方公里，河口處在施瓦爾姆施塔特。